# Italien i olympiska sommarspelen 1928
Italien deltog med 174 deltagare vid de olympiska sommarspelen 1928 i Amsterdam. Totalt vann de sju guldmedaljer, fem silvermedaljer och sju bronsmedaljer.

## Medaljer

### Guld
- Vittorio Tamagnini - Boxning, bantamvikt.
- Carlo Orlandi - Boxning, lättvikt.
- Piero Toscani - Boxning, mellanvikt.
- Cesare Facciani, Giacomo Gaioni, Mario Lusiani och Luigi Tasselli - Cykling, lagförföljelse.
- Giulio Basletta, Marcello Bertinetti, Giancarlo Cornaggia-Medici, Carlo Agostoni, Renzo Minoli och Franco Riccardi - Fäktning, värja lag.
- Ugo Pignotti, Giulio Gaudini, Giorgio Pessina, Gioachino Guaragna, Oreste Puliti och Giorgio Chiavacci - Fäktning, florett lag.
- Valerio Perentin, Giliante D'Este, Nicolò Vittori, Giovanni Delise och Renato Petronio - Rodd, fyra med styrman.

### Silver
- Bino Bini, Oreste Puliti, Giulio Sarrocchi, Renato Anselmi, Emilio Salafia och Gustavo Marzi - Fäktning, sabel lag.
- Romeo Neri - Gymnastik, räck.
- Bianca Ambrosetti, Lavinia Gianoni, Luigina Giavotti, Virginia Giorgi, Germana Malabarba, Clara Marangoni, Luigina Perversi, Diana Pizzavini, Luisa Tanzini, Carolina Tronconi, Ines Vercesi och Rita Vittadini - Gymnastik, mångkamp.
- Pierino Gabetti - Tyngdlyftning, 60 kg.
- Carlo Galimberti - Tyngdlyftning, 75 kg.

### Brons
- Carlo Cavagnoli - Boxning, flugvikt.
- Giovanni Gozzi - Brottning, grekisk-romersk stil, bantamvikt.
- Gerolamo Quaglia - Brottning, grekisk-romersk stil, fjädervikt.
- Adolfo Baloncieri, Elvio Banchero, Delfo Bellini, Fulvio Bernardini, Umberto Caligaris, Giampiero Combi, Giovanni De Prà, Pietro Genovesi, Antonio Janni, Virgilio Levratto, Mario Magnozzi, Silvio Pietroboni, Alfredo Pitto, Enrico Rivolta, Virginio Rosetta, Gino Rossetti, Angelo Schiavio, Valentino Degani, Attilio Ferraris, Felice Gasperi, Pietro Pastore och Andrea Viviano - Fotboll.
- Giulio Gaudini - Fäktning, florett.
- Bino Bini - Fäktning, sabel.
- Cesare Rossi, Pietro Freschi, Umberto Bonadè och Paolo Gennari - Rodd, fyra utan styrman.